# Suimanga de les Seychelles
El suimanga de les Seychelles (Cinnyris dussumieri) és un ocell de la família dels nectarínids (Nectariniidae).

## Hàbitat i distribució
Habita boscos, vegetació secundària i terres de conreu de les illes Seychelles.